# Tokaji Zsolt

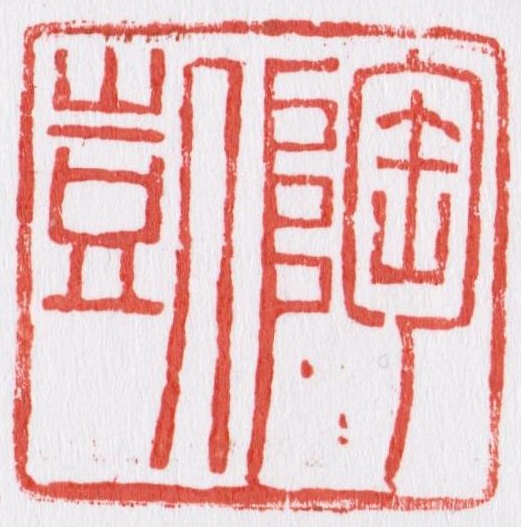
Tokaji Zsolt kínai névpecsétje

Tokaji Zsolt (Debrecen, 1971. március 25. –) magyar sinológus, egyetemi oktató, író, műfordító, szerkesztő, forgatókönyvíró és wikipédista. Íróként ifjúsági és lektűrkönyveiről ismert, több kínai tárgyú népszerűsítő mű szerzője, műfordítóként pedig a klasszikus kínai kultúra számos alkotásának magyar nyelvű tolmácsolója. (Kínai neve: pinjin hangsúlyjelekkel: Táo Kǎi; magyar népszerű: Tao Kaj; hagyományos kínai: 陶凱; egyszerűsített kínai: 陶凯.)

## Élete és pályafutása
1990-ben érettségizett a debreceni Ady Endre Gimnáziumban. 1990–1992 között a Miskolci Bölcsész Egyesület kínai szakán tanult, majd 1993-tól az ELTE BTK tibeti, 1994-től pedig kínai szakán folytatta egyetemi tanulmányait, ahol mindkét szakon kitüntetéses diplomával végzett 1999-ben. 
1996-ban ösztöndíjjal egyéves részképzésen vett részt a Kínai Népköztársaságban (Santung (Shandong), Csinan (Jinan)), ahol egy tévéfilmsorozat külföldi szereplőjét alakította. A forgatás befejezésekor, külföldi tanulmányát megszakítva, még abban az évben hazautazott. Az itt átélt élményeiből írta később, 2005-ben megjelent sikerkönyvét Szólítsatok Brad Pittnek! címmel.
Az egyetem elvégzése után tanársegédként dolgozott az ELTE BTK kínai szakán 1999-től 2000-ig, majd főszerkesztő-helyettes volt a Zsiráf című ifjúsági magazinnál 2002 és 2007 között. Forgatókönyvíróként is dolgozott 2007–2008-ban. Rendszeresen jelentek meg cikkei a Nők Lapja Café portálján (2006–2008), szinkronokat fordított, s emellett mindvégig megjelentek a klasszikus kínai kultúra tárgykörébe tartozó népszerűsítő könyvei és fordításai.
2010-től 2012-ig a Fapadoskonyv.hu Könyvkiadó kiadóvezetője, majd 2012-től a Quattrocento Kiadó ügyvezetője.
2013-tól megbízott előadóként filológiát, kínai történelmet oktat a Károli Gáspár Református Egyetem Japanológia Tanszékén.
2020-tól tanársegédként oktat a Károli Gáspár Református Egyetem Kínai Tanszékén.
Nős (2000), egy gyermek, Márton (2000) édesapja, Tokaji Csaba (színész) testvére.

## Főbb munkái

### Regények
- Szólítsatok Brad Pittnek! Életrajzi lektűr; Korona, Budapest, 2005 (Kultúrsokk)[m 2]
- Hová mennek a kacsák?; Korona, Budapest, 2006[m 3]
- Turulfi. A legenda visszatér avagy az Első Magyar Bűnzabolász és Békész Egylet hiteles története. Készült Juhász Viktor: A Rádiumember magányossága című novellája alapján, Sarlós Endre illusztrációival.[m 4]
- Ex oriente lux cucc. Buddhaságunk története, avagy a keletivé-válás kézikönyve; Fapadoskonyv.hu, Budapest, 2011[m 5]

### Népszerűsítő könyvek
- A régi Kína fegyverei; Zrínyi–Terebess, Budapest, 1997[m 6]
- Kínai jelképtár; Szukits, Szeged, 2002[m 7]
- Szerelmesms; összeáll. Tokaji Zsolt és Adamkó Fanni; Korona, Budapest, 2006
- Kinai szexhoroszkóp. Partnerkapcsolat; Barrus, Budapest, 2008
- A kínai Káma-Szútra. A klasszikus kínai erotikus és pornográf irodalom története; Lunarimpex, Budapest–Fót, 2008[m 8]
- A kínai könyv története (2013)[m 9]

### Fordítások
- Szun mester: A' hadakozás regulái (1997)[m 10]
- Pu Szung-ling: A templom démona (1997)[m 11]
- Wu Qi: Beszélgetések a hadviselésről (1999)[m 12]
- Liu Csang: Csung Kuj, az ördögűző (1999)[m 13]
- Pej Hszing: A déltengeri rabszolga (1999)[m 14]
- Zen bölcsességek, történetek (2001)[m 15]
- Szun Pin: A háború művészete (2003)[m 16]
- Mijamotó Muszasi – Taira Sigeszuke: A szamuráj útja (2004)[m 17]
- Lu Jü: Teáskönyv (2005)[m 18]
- A tábornagy metódusa (2006)[m 19]
- Kicune: Az ágyas (2009) STB Könyvek Könyvkiadó Kft
- A remete és a lelenc. Han-san és Si-tö versei (2010)[m 20]
- Guo Pu: Temetkezések könyve (2011)[m 21]
- Tai Gong hat titkos tanítása (2011)[m 22]
- Zhang Qiande: Aranyhal-jegyzetek (2011)[m 23]
- Az Egyszerű Leány könyve (2011)[m 24]
- A Sárga Császár belső könyvei – Egyszerű kérdések (2011)[m 25]
- A Sárga Császár belső könyvei – Szellemi tengely (2012)[m 26]
- A Sárga Császár nyolcvanegy nehéz kérdésének könyve (2012)[m 27]
- Wenzi: A titkok feltárásának igaz könyve (2013)[m 28]
- Vu Cseng-en: A majomkirály története (2013)[m 29]
- Song Ci: Egy kínai halottkém feljegyzései (2013)[m 30]
- A bambuszgyűjtő öregember meséi (2013)[m 31]
- Sorskérdések könyve (2016)[m 32]
- Vej Liao-ce (2016)[m 33]
- Huang Si-kung három stratégiája (2016)[m 34]
- Konfuciusz: Beszélgetések és mondások (2017)[m 35]
- Mozi (Hadtudományi fejezetek) (2018)[m 36]
- Shang urának könyve (Hadtudományi fejezetek) (2018)[m 37]
- „Harcászati stratégia” (A Huainanzi című könyv 15. fejezete) (2018)[m 38]
- Zhuge Liangː A hadvezér kertje (2018)[m 39]
- Zhuge Liangː Tizenhat célszerű és praktikus stratégiai kérdés (2018)[m 40]
- Kénye-kedvére úr története (2019)[m 41]
- Pajzán história (2019)[m 42]
- Kanócbarát pajzán története (2019)[m 43]
- Boldog szerelmek sora (2019)[m 44]
- Örömteli találkozások története (2019)[m 45]

### Filmek
- Klipperek 2.0 (tévéfilmsorozat, forgatókönyvíró), M1 (2007–2008)